# 王葬
もしかして
- 王莽[注 1]

ではありませんか？